# Wilhelm Offenstein

Wilhelm Offenstein

Wilhelm Offenstein (* 2. Juli 1889 in Linden; † 26. Februar 1964 in Hildesheim) war ein deutscher Theologe und Politiker (Zentrum).

## Leben und Wirken

### Kaiserreich und Weimarer Republik
Wilhelm Offenstein wurde als drittes und jüngstes Kind des Arbeiters Johann Offenstein und seiner Gattin Auguste Huke geboren. In seiner Jugend besuchte Offenstein, dessen Vater bereits 1899 und dessen Mutter bereits 1903 starb, die Volksschule in Linden bei Hannover und mit Unterstützung seines Schulleiters das Kaiserin Auguste-Viktoria Gymnasium in derselben Stadt, wo er 1909 das Abitur ablegte. Auf Anregung seines Heimatpfarrers Wilhelm Maxen studierte Offenstein anschließend Theologie an der Albert-Ludwigs-Universität Freiburg im Breisgau, wo er Mitglied in der katholischen Studentenverbindung W.k.St.V Unitas-Freiburg wurde. Aufgrund seiner hervorragenden Leistungen entsandte ihn der Bischof seiner Heimat, Adolf Bertram, im Wintersemester 1909 als Alumne nach Rom an das Collegium Germanicum und die Gregoriana. Dort promovierte Offenstein 1911 zum Dr. phil. und mit dem Prädikat summa cum laude 1915 zum Dr. theol. Die Priesterweihe empfing er am 15. August 1914 in der Kirche San Pastore durch Basilius Kardinal Pompilj, den Generalvikar des Papstes für die Diözese Rom. Ab 1915 nahm Offenstein als Feldgeistlicher am Ersten Weltkrieg teil. Vom 15. Februar 1916 bis zum 31. Januar 1918 wurde er als Divisionspfarrer an der Westfront eingesetzt, anschließend als Militär- und Lazarettseelsorger in Berlin.
Nach dem Ende des Krieges engagierte Offenstein sich kurzzeitig als Domlektor und Konviktsinspektor in Hildesheim, bevor er 1920 als Kaplan nach Göttingen ging. Mit Wirkung zum 1. April 1924 wurde er von Bischof Joseph Ernst für die Tätigkeit als Referent an der Zentralstelle der Katholischen Schulorganisationen Deutschlands in Düsseldorf beurlaubt. Ende 1925 wurde Offenstein Pfarrer von St. Bonifatius in Hamburg-Wilhelmsburg. 1928 wechselte er auf Wunsch seiner Bistumsleitung als neuer Pfarrer für die Industriearbeitergemeinde St. Benno nach Hannover-Linden, wo sein besonderes Interesse der Bildungs- und sozialkaritativen Arbeit galt. Seit 1923/24 ließ Offenstein sich regelmäßig als Zentrumskandidat für den Preußischen Landtag aufstellen.
Während der Zeit der Weimarer Republik begann Offenstein sich verstärkt politisch zu betätigen. Als organisatorisches Forum diente ihm dabei die katholisch geprägte Zentrumspartei. Mit der Reichstagswahl vom September 1930 zog Offenstein als Kandidat des Zentrums für den Wahlkreis 16 (Südhannover-Braunschweig) in den Reichstag ein. Nachdem sein Mandat bei den folgenden drei Reichstagswahlen bestätigt wurde, gehörte Offenstein dem Reichstag knapp drei Jahre lang bis zu der Wahl vom November 1933 an.

### NS-Zeit (1933 bis 1945)
Als Reichstagsabgeordneter stimmte Offenstein unter anderem für das von der Regierung Hitler eingebrachte Ermächtigungsgesetz vom 24. März 1933, das die juristische Grundlage für die Errichtung der NS-Diktatur bildete.
Nach der nationalsozialistischen „Machtergreifung“ geriet Offenstein aufgrund seiner früheren Tätigkeit in der Zentrumspartei, sowie aufgrund der anonymen Diffamierung jüdischer Abstammung zu sein, in die Schusslinie des Regimes. In den Jahren bis 1945 sah er sich anhaltender Gängelungen und Schikanen ausgesetzt. Seine Ernennung zum Regens des Priesterseminars im Jahre 1935 wurde infolgedessen von staatlicher Seite verhindert. Als Nachfolger des wegen angeblicher Devisenvergehen verhafteten Otto Seelmeyers wurde Offenstein vom Bischof Joseph Machens am 14. März 1936 zum Generalvikar der Diasporadiözese Hildesheim ernannt. Im selben Jahr wurde er außerdem zum Domvikar in Hildesheim berufen. In den nachfolgenden Jahren widmete Offenstein sich insbesondere der Aufgabe, den seelsorgerischen Betrieb in den rasch wachsenden Großstädten Salzgitter und Wolfsburg auszubauen.
In Anerkennung seiner Leistungen wurde Offenstein 1942 mit dem Titel eines Ehrendomherren bedacht und von Papst Pius XII. zum päpstlichen Hausprälaten ernannt – die Ernennung zum Domkapitular war zuvor, 1940, von der deutschen Regierung verhindert worden.

### Späte Jahre (1945 bis 1964)
1946, nach dem Zweiten Weltkrieg, wurde schließlich die lange geplante Ernennung Offensteins zum Domkapitular vollzogen. In den folgenden Jahren arbeitete Offenstein in erster Linie am Ausbau der Diözesanstrukturen und der Integration der zugewanderten Flüchtlinge aus den ehemaligen deutschen Ostgebieten in die Gemeinden seines Bistums. Insgesamt wuchs die Zahl der Katholiken in seinem Zuständigkeitsbereich von 263.800 vor dem Krieg auf 669.500  im Jahre 1949 an.
Nach dem Tod von Bischof Machens am 14. August 1956 bekleidete Offenstein während der Zeit der Sedisvakanz das Amt des Kapitularvikars. Am 9. Mai 1957 wurde er von Machens Nachfolger Bischof Heinrich Maria Janssen als Generalvikar bestätigt. Vor seiner Pensionierung im Dezember 1960 wirkte Offenstein noch an der Vorbereitung für das Niedersachsenkonkordat mit. Im Alter wurde Offenstein für seine Lebensleistung unter anderem mit der Medaille des Landes Niedersachsen ausgezeichnet. Nach seinem Tod im Februar 1964 wurde er auf dem St. Annen-Friedhof am Dom zu Hildesheim beigesetzt.

## Schriften
- Amtliche Erlasse und Verordnungen über Elternbeiräte, 1926.
- Der Kampf um das Reichsschulgesetz 1928.